# Allium mirzajevii
Allium mirzajevii — вид рослин з родини амарилісових (Amaryllidaceae); Ендемік Дагестану.

## Опис
Кількість цибулин на кореневищі досягає 60–80; внутрішні луски цибулин мають колір від рожевого до фіолетового. Листки вузькі, ниткоподібні, сизі. Квітки зірчасті; оцвітина рожева; листочки оцвітини загострено-яйцюваті, з червонувато-фіолетовою жилкою.

## Поширення
Ендемік Дагестану. Зростає на щебенистих вапнякових схилах у середньому гірському поясі.